# PSL(2, 7)
射影特殊線型群PSL2(7) (別表記: PSL(2, 7), PSL2(F7), PSL(2, F7)など)もしくはそれと同型なPSL3(2) (別表記: PSL(3, 2), PSL3(F2), PSL(3, F2)など)は、代数学、幾何学、数論といった分野で重要な役割を持つ有限単純群である。PSL2(7)はクラインの平面4次曲線の自己同型群と同型で、またファノ平面の対称性の群とも同型である。位数168の単純群はPSL2(7)と同型であり、位数60の交代群A5（PSL2(4)、PSL2(5)、正二十面体群と同型。）に次いで2番目に小さな非可換単純群である。

## 定義
一般線型群GL2(7)は、7個の要素からなる有限体F7上の行列式が0でない2次正方行列全体のなす群である。SL2(7)はGL2(7)の部分群であり、行列式が1のものだけからなる。このときPSL2(7)は商群
{\displaystyle \mathrm {SL} _{2}(7)/\{I,-I\}}
として定義される。ここで、Iは単位行列である。すなわち、SL2(7)内で1倍と-1倍を同一視したものがPSL2(7)である。

## 同型
以下の群はすべて同型である。
- PSL2(7)
- GL3(2)
F2においてGL, SL, PGL, PSLの区別はないので、ただちに次の同型もわかる。
  - SL3(2)
  - PGL3(2)
  - PSL3(2)
- クラインの平面4次曲線の自己同型群
- ファノ平面の対称性の群

## 性質
PSL2(7)は168個の要素を持つ。これは行列の取り得る列の数を数え上げることで確認できる。1列目には72−1 = 48通りの組み合わせが存在する。2列目には72−7 = 42通りの組み合わせが存在する。ここで行列式が1のものを取り出すために7−1 = 6で割り、Iと-Iを同一視するので2で割る。すると (48×42)/(6×2) = 168が得られる。
一般にPSLn(q)は n, q ≥ 2 （qは素数の冪）のとき、 (n, q) = (2, 2), (2, 3)という例外を除いて単純群となる。 PSL2(2)は対称群S3に同型であり、PSL2(3)は交代群A4に同型である。PSL2(7)は交代群A5に次いで2番目に小さな非可換単純群である。
PSL2(7)は6個の共役類および非同型な既約表現をもつ。各共役類の大きさは1, 21, 42, 56, 24, 24であり、各既約表現の次元は1, 3, 3, 6, 7, 8である。
指標表
{\displaystyle {\begin{array}{r|cccccc}&1A_{1}&2A_{21}&4A_{42}&3A_{56}&7A_{24}&7B_{24}\\\hline \chi _{1}&1&1&1&1&1&1\\\chi _{2}&3&-1&1&0&\sigma &{\bar {\sigma }}\\\chi _{3}&3&-1&1&0&{\bar {\sigma }}&\sigma \\\chi _{4}&6&2&0&0&-1&-1\\\chi _{5}&7&-1&-1&1&0&0\\\chi _{6}&8&0&0&-1&1&1\\\end{array}}}
ただし {\displaystyle \sigma =(-1+i{\sqrt {7}})/2} とする。
PSL2(7)の位数は168=3×7×8なので、位数3,7,8のシロー部分群を持つ。素数位数の群は巡回群に限られるので、前者二つが巡回群であることは容易にわかる。共役類3A56の任意の要素はシロー3部分群を生成する。また、共役類7A24, 7B24の任意の要素はシロー7部分群を生成する。シロー2部分群は位数8の二面体群である。これは共役類2A21の任意の要素の中心化群として記述できる。GL3(2)としての実現では、シロー2部分群は上三角行列の全体と一致する。

## さらに詳しく
- Brown, Ezra; Loehr, Nicholas (2009). “Why is PSL (2,7)≅ GL (3,2)?”. Am. Math. Mon. 116 (8):  727–732. doi:10.4169/193009709X460859. Zbl 1229.20046.